# Moleculair orbitaal
Het moleculaire orbitaal is het orbitaal dat gevormd wordt door vervorming en overlapping van oorspronkelijke atoomorbitalen van naburige atomen.

## Inleiding
Bij een atoom dat zich alléén bevindt in de ruimte en geen aantrekkingskracht ondervindt van om het even welk ander atoom, elektrisch of magnetisch veld, bevinden de elektronen zich in atoomorbitalen. Zodra er zich echter een dergelijke aantrekkingskracht voordoet vervormen de orbitalen van het atoom.
Bij een molecuul gaat deze vervorming nog een stuk verder, waarbij de individuele atoomorbitalen "versmelten" tot één geheel.

## De vorm van een moleculair orbitaal

### De deeltjesvisie
De vorm van de orbitalen kan men in theorie wiskundig bepalen, maar de plaats van de elektronen niet, net zoals bij het atoomorbitaal. De vorm van het orbitaal wordt meestal aangegeven voor het gebied waar het elektron 90% van zijn tijd doorbrengt. Dit zou suggereren dat het elektron ook weleens 'even' ergens anders kan zijn. Hoewel de vergelijking niet op alle punten klopt kun je het beschouwen als een steen die aan een touw heel erg snel rondgedraaid wordt. Er is maar één steen, maar je weet ook dat als je binnen de straal van de cirkel komt, je de steen tegen je schenen krijgt. De steen is niet overal tegelijk, maar je moet er wel overal langs zijn baan altijd rekening mee houden.

### De golfvisie
Dit althans is één interpretatie van het orbitaal. De andere interpretatie gaat uit van de dualiteit van de materie: afhankelijk van de eigenschappen die men wil beschrijven kan materie voorgesteld worden als deeltjes of als golven. Wanneer een golf opgesloten wordt in een beperkte ruimte ontstaan staande golven, dit is een algemeen verschijnsel dat bijvoorbeeld ook verantwoordelijk is voor de werking van vele muziekinstrumenten. De beperking van de bewegingsruimte van de golf kan de vorm aannemen van een doos of kooi met duidelijke wanden maar het verschijnsel treedt ook op wanneer een golf (lees: deeltje) gekluisterd wordt, zoals een elektron vastgehouden wordt door de positief geladen kern van een atoom volgens de wet van Coulomb. Er is dan geen discrete wand, maar de amplitude van de golf sterft geleidelijk met de afstand van het molecuul, zoals dat ook gebeurt met de atmosfeer van de aarde. Bij een moleculair orbitaal is de kluistering niet beperkt tot de ruimte rond één kern, maar geschiedt rond twee of meer kernen.
Staande golven worden altijd gekenmerkt door een (geheel) aantal knopen en buiken. Ook speelt het begrip fase een rol. Aan weerszijden van een knoopvlak wisselt de fase altijd van teken. De energie van het orbitaal hangt sterk af van hoeveel knopen en buiken er zijn. Hoe meer knoopvlakken des te hoger in de regel de energie. In de golfvisie vullen de elektronen van een molecuul dus een aantal van deze staande golfpatronen op. Er kunnen altijd maar twee elektronen in een moleculair orbitaal, zoals dat ook het geval is voor atoomorbitalen.
Zowel de vorm, het aantal knopen en buiken als de energie van de orbitalen kan berekend worden, maar er moet wel vermeld worden dat er, zodra er meer dan één elektron in het moleculaire orbitaal zit, afstoting ontstaat tussen de elektronen onderling. Hierdoor is de H2+-ion eigenlijk het enige moleculaire orbitaal waarvan men perfect de vorm kan berekenen. Gelukkig zijn er voor ingewikkeldere moleculen met veel meer elektronen goede benaderingen mogelijk die veel inzicht geven in het fysische en chemische gedrag van een molecuul.

## HOMO en LUMO

De σ(2p) HOMO van CO

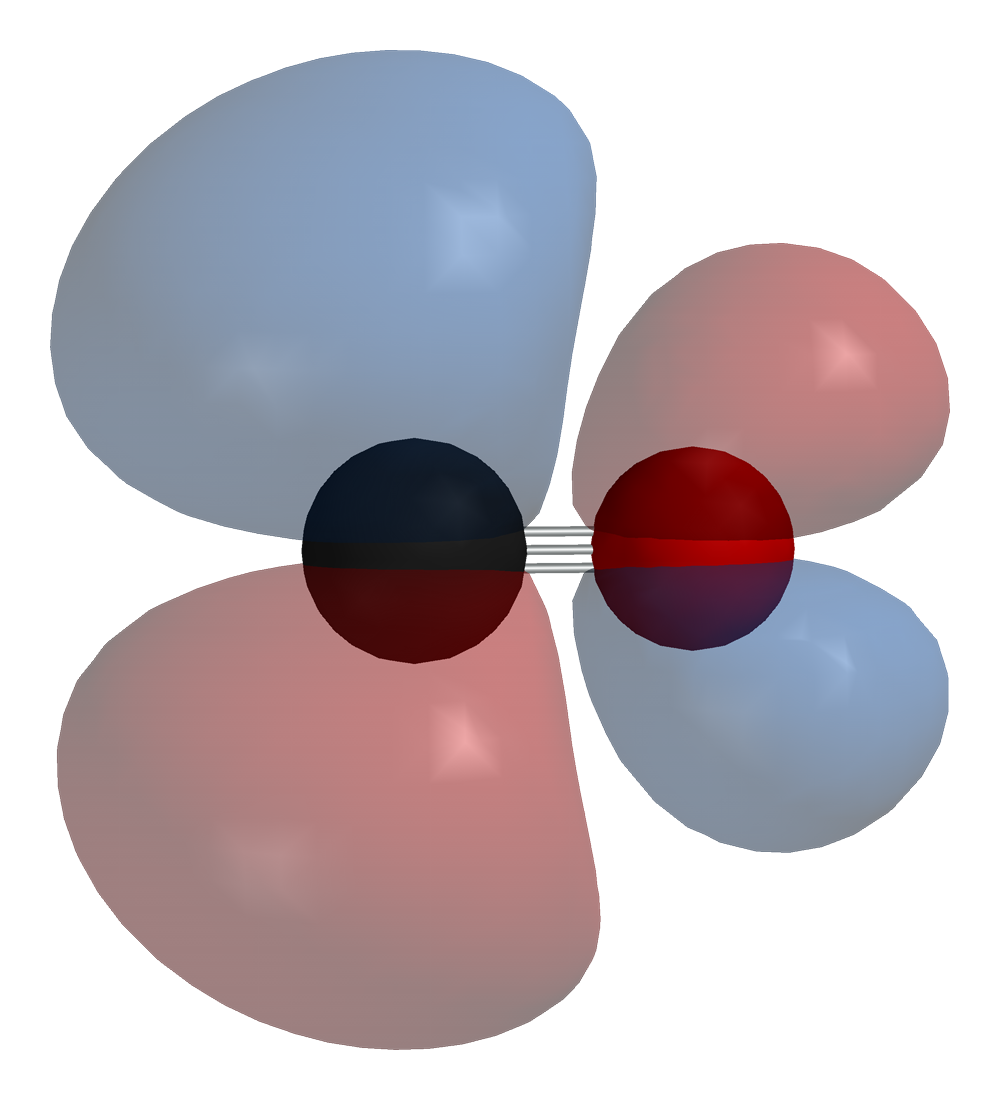
De π*(2p) LUMO van CO

Het Engelstalige acroniem HOMO staat voor Highest Occupied Molecular Orbital ofwel het "hoogste bezette moleculaire orbitaal". Met deze afkorting geeft men aan dat het door elektronen bezette energieniveau de hoogste energie heeft. De tegenhanger ervan wordt aangegeven met LUMO dat staat voor Lowest Unoccupied Molecular Orbital ofwel het "laagste onbezette moleculaire orbitaal". Dit is het eerstvolgende niveau dat leeg is. De kloof in energie tussen deze beide niveaus is van groot belang voor de eigenschappen van het molecuul. Het bepaalt bijvoorbeeld vaak de kleur van de verbinding. Indien de kloof nauw genoeg is is het mogelijk deze te overbruggen met een foton van een energie die klein genoeg is dat zichtbaar licht opgeslokt wordt. In dat geval zal er een zichtbare kleur zijn. Vaak is de kloof zo groot dat alleen ultraviolette fotonen opgenomen kunnen worden.
De vorm van de HOMO en LUMO, dat wil zeggen de manier waarop hun elektronendichtheid verdeeld is over het molecuul en vooral hoe deze uitsteekt naar buiten toe is van groot belang voor de wisselwerking die het molecuul kan ondergaan met atomen en moleculen. Bijvoorbeeld in koolmonoxide CO is het feit dat zowel de HOMO als de LUMO uitpuilen aan de koolstofkant van het molecuul mede verantwoordelijk voor de sterke wisselwerking die dit molecuul kan aangaan met atomen van de overgangsmetalen.

## Vorming van het moleculaire orbitaal
De versmelting van twee atoomorbitalen van naburige atomen levert altijd weer twee nieuwe moleculaire orbitalen op. (Dit is een algemeen verschijnsel: uit zes oude orbitalen ontstaan altijd zes nieuwe enzovoorts). De twee nieuwe orbitalen verschillen daarin dat de ene -het bindende orbitaal- géén en het andere -antibindende- wél een knoopvlak heeft dat loodrecht op de verbindingslijn tussen de twee atomen staat en hen scheidt. Het antibindend orbitaal (aangegeven met een asterisk *) heeft in de regel een hogere energie dan de oorspronkelijke atoomorbitalen, het bindende juist een lagere. Een binding ontstaat als er wel elektronen in het bindende, maar niet in het antibindende geplaatst worden.
De grootste energiewinst treedt op wanneer het bindende orbitaal verder geen knoopvlakken kent en de energie van de twee betrokken atoomorbitalen dicht bij elkaar ligt. Het orbitaal heeft dan cilindersymmetrie rond de verbindingslijn van de twee atomen. Een dergelijke binding heet een σ-binding (sigma-binding).
Er kan ook een knoopvlak zijn dat door de atomen loopt, dit gebeurt bijvoorbeeld wanneer twee naburige p-orbitalen zijdelings gecombineerd worden. In dat geval is de energiesplitsing tussen bindend en antibindend minder groot en de resulterende binding zwakker. Een dergelijke binding heet een pi-binding. De π*(2p) LUMO van CO heeft beide knoopvlakken: een horizontaal vlak omdat het een orbitaal met π-symmetrie betreft en een verticaal vlak omdat het een antibindende π* orbitaal betreft.
Bij een beschrijving van een molecuul met moleculaire orbitalen wordt meestal niet aangenomen dat atomaire orbitalen van verschillende symmetrie, zoals s- en p-orbitalen, onderling "versmelten", een proces dat bekendstaat als hybridisatie. Het laatste is een concept uit de valentiebindingtheorie, hoewel soms de begrippen ook wel gecombineerd worden. In de pure MO-theorie past men meestal groepentheorie toe en worden de beschikbare atomaire orbitalen met elkaar in lineaire combinaties verenigd volgens de irreducibele voorstelling van de symmetrie van het molecuul. Het is dan mogelijk dat er een MO ontstaat uit s-orbitalen en één uit p-orbitalen die tot dezelfde voorstelling behoren van de symmetrie van het molecuul. En dat geval kunnen deze MO's gemengd worden, wat tot aanvullende stabilisatie (of destabilisatie) van de MO's leidt. De σ(2p) HOMO van koolmonoxide is een voorbeeld daarvan. Hoewel dit orbitaal voornamelijk uit p-orbitalen is opgebouwd is er ook s-karakter omdat er een lager gelegen σ(2s) orbitaal is met dezelfde symmetrie waarmee menging optreedt.